# Tebaldo Capitanei
Tebaldo Capitanei (Sondrio, inizio XIV secolo o fine XIII secolo – San Romerio, dopo il 1373) fu Signore di Sondrio e Val Malenco all'incirca dal 1318 al 1373 e capo della rivolta guelfa valtellinese contro i Visconti.
Dell'infanzia di Tebaldo Capitanei, o de' Capitani, non si hanno notizie, così per la sua data di nascita, è noto che fu figlio di Ruggero, podestà di Bormio dal 1308 al 1309. Fu marito di Beltramina Ficani.

## Signoria
Tra il 1318 e 1325 Tebaldo collaborò con suo zio Corrado, cosignore di Sondrio, ad edificare la cinta muraria definitiva della città, essendo stata espugnata tre volte consecutive dai rivali ghibellini comaschi dei Rusconi, la prima volta nel 1292, nel 1304 e nel 1310.
Le mura, facenti capo al rafforzato Castel Masegra, residenza dei Capitanei, si estendevano attorno alla città adagiata allo sbocco della Valmalenco, sulla riva sinistra del Mallero, nel luogo oggi chiamato Scarpatetti, fossato naturale nella direzione consueta degli attacchi nemici; nella cinta fortificata si aprivano tre porte. Una quarta porta fu edificata successivamente.
Nel 1329 i ghibellini milanesi e comaschi guidati da Franchino Rusca attaccarono nuovamente Sondrio poterono per la prima volta scontrarsi con le nuove robuste mura dei Capitanei; gli assalitori preferirono passare all'assedio e, a differenza delle volte precedenti, non riuscirono ad espugnare la città con la stessa facilità. L'assedio si protrasse per un anno intero, i difensori vennero logorati da fame e malattie; l'unica fonte di sostentamento della città accerchiata fu tramite il Passo del Muretto in Valmalenco, ma tuttavia si trattò solo di qualche soccorso alimentare. Nel luglio del 1330 gli assediati, date le precarie circostanze, decisero affrettatamente di uscire in forze dalle mura con l'intento di affrontare il nemico in campo aperto, riportando una sconfitta decisiva che segnò l'inizio del breve vassallaggio da parte dei Rusconi.
Nel 1335 Sondrio cadde insieme a Como e a tutta la Valtellina nelle mani della signoria di Milano di Azzone Visconti, il quale nel 1336 risalì la valle per spegnere gli ultimi focolai di resistenza guelfa. Nello stesso anno concesse a Tebaldo Capitanei, superstite dell'assedio dei Rusconi, il titolo di Capitaneus Vallistelline con la qualifica platonica di "governatore della Valtellina", titolo però assolutamente privo di significato come dimostrò scelta fatta dal Visconti di spostare la sua residenza in valle al Castel Grumello, sede della famiglia ghibellina dei Piri o De Piro; situatosi nell'attuale comune di Montagna in Valtellina fu un vero nido dell'aquila sopra Sondrio.

## La rivolta dei guelfi
Il malcontento dei guelfi valtellinesi incrementò notevolmente dal 1350 con l'avvio di un'operazione fiscale con l'applicazione di tasse e balzelli gravosissimi da parte dei Visconti, così che nel 1370 Tebaldo Capitanei e i Beccaria di Tresivio divennero i capi della ribellione dei guelfi valtellinesi. Alla rivolta parteciparono numerose famiglie nobili dei tre Terzieri in cui la Valtellina viscontea era divisa, Romeriolo di Castellargegno assunse la temporanea amministrazione della valle. Tuttavia il partito ghibellino reagì energicamente.
Gli insorti attaccarono con ferocia numerosi possedimenti militari viscontei, così che il contrattacco di Galeazzo II Visconti fu relativamente immediato. Sondrio subì tre lunghi anni d'assedio; in più i milanesi, presidiando la gola di Arquino (frazione sondriese), bloccarono ogni forma di contatto con la Valmalenco e sostentamento dal Passo del Muretto. Durante gli scontri il castello dei Capitanei al Dosso di Caspoggio venne espugnato dalla fazione ghibellina. Nel 1373 Tebaldo Capitanei si arrese uscendo dal Castel Masegra conservando le armi e le insegne; il Visconti nell'impossibilità di venire a capo della situazione, concesse l'onore delle armi ai vinti.
Il 31 agosto Tebaldo stipulò una pace con Galeazzo II che, apparentemente, fu a suo favore dato che nelle richieste incluse il patto di ricostruire il Castelletto al Dosso di Caspoggio, distrutto negli scontri.
Le fonti narrano dell'esilio di Tebaldo Capitanei dopo la resa sull'eremo montano di San Romerio in Val Poschiavo, tuttavia suo figlio Francesco continuò a governare a Sondrio e sposò la nobildonna comasca Lodola di Maffiolo Lambertenghi. 